# Фукуок (город)
Фукуок (вьет. Phú Quốc) — город во Вьетнаме, в провинции Кьензянг. Основную его часть составляет остров Фукуок, также в состав города входит архипелаг Тхотю и некоторые другие острова Сиамского залива.

## История
Предшественником города был уезд Фукуок, существовавший до 2021 года. 
9 декабря 2020 года Постоянная комиссия Национального собрания издала постановление № 1109/NQ-UBTVQH14, по которому с 1 января 2021 года уезд преобразуется в город. Город Фукуок получил всю территорию уезда и всё его население в количестве 179480 человек. При этом Зыонгдонг сменил статус с города на квартал, а город Антхой и община Хонтхом объединены в квартал Антхой.

## Административный состав
Город состоит из двух кварталов: Антхой и Зыонгдонг, и семи общин: Байтхом, Кыакан, Кыазыонг, Зыонгто, Ганьзау, Хамнинь, Тхотяу.